# Besnate
Besnate is een gemeente in de Italiaanse provincie Varese (regio Lombardije) en telt 5437 inwoners (31-12-2010). De oppervlakte bedraagt 7,7 km², de bevolkingsdichtheid is 706 inwoners per km².
De volgende frazioni maken deel uit van de gemeente: Buzzano.

## Demografie
Besnate telt ongeveer 1933 huishoudens. Het aantal inwoners steeg in de periode 1991-2001 met 3,8% volgens cijfers uit de tienjaarlijkse volkstellingen van ISTAT.
| Jaar | Inwoneraantal |
| ---- | ------------- |
| 1991 | 4645          |
| 2001 | 4822          |
| 2004 | 5021          |
| 2010 | 5437          |

## Geografie
De gemeente ligt op ongeveer 296 m boven zeeniveau.
Besnate grenst aan de volgende gemeenten: Arsago Seprio, Cavaria con Premezzo, Gallarate, Jerago con Orago, Mornago, Sumirago.

## Externe link

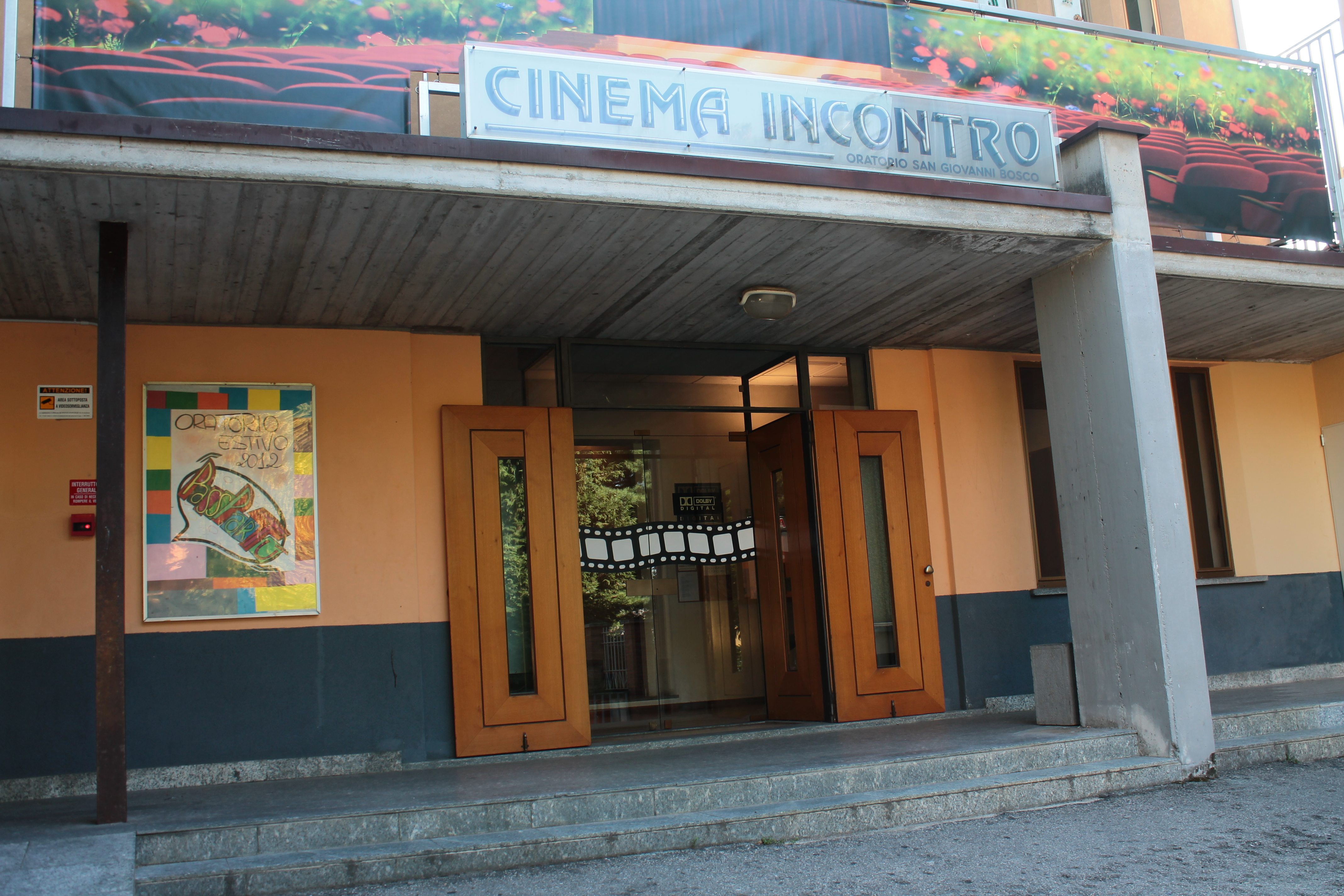
Bioscoop